# 朴俊誓
朴 俊誓（パク・ジュンソ、朝鮮語: 박준서、2004年4月26日 - ）は、韓国のサッカー選手。ポジションはDF。

## 来歴
大田ハナシチズンの下部組織出身で、2023年にトップチームに昇格、同時にJ2リーグのツエーゲン金沢に期限付き移籍した。しかし、出場がないまま退団した。
2024年5月25日に行われたKリーグ1で姜允盛に代わって途中出場して選手初出場を記録したが、この試合で李東洹に途中交代となった。

## 個人成績
| 2023   | 金沢   | 23     | J2     | 0 | 0 | 0 | 0 | 0 | 0 |
| 通算   | 日本   | 日本   | J2     | 0 | 0 | 0 | 0 | 0 | 0 |
| 総通算 | 総通算 | 総通算 | 総通算 | 0 | 0 | 0 | 0 | 0 | 0 |